# 都市公園法
都市公園法（としこうえんほう、昭和31年4月20日法律第79号）は、都市公園に関する法律である。
法令番号は昭和31年法律第79号、1956年（昭和31年）4月20日に公布。2017年6月の改正でPark-PFI制度が創設された。

## 構成
- 第1章　総則（第1条・第2条）
- 第2章　都市公園の設置及び管理（第2条の2～第19条）
  - 第3条 　都市公園の設置基準
  - 第6条 　都市公園の占用の許可
  - 第16条　都市公園の保存
- 第3章　立体都市公園（第20条～第26条）
  - 第22条　公園一体建物に関する協定
  - 第26条　公園保全立体区域における行為の制限
- 第4章　監督（第27条・第28条）
- 第5章　雑則（第29条～第36条）
- 第6章　罰則（第37条～第41条）
- 附則